# Graduiertenschule Lübeck

Logo der Graduiertenschule

Die Graduate School for Computing in Medicine and Life Sciences ist eine zentrale Einrichtung der Universität zu Lübeck. Sie wurde 2007 im Rahmen der Exzellenzinitiative der deutschen Bundesregierung gegründet. Ziel ist eine interdisziplinäre Ausbildung von Doktoranden an den Schnittstellen Informatik & Medizin, Informatik & Lebenswissenschaften sowie Lebenswissenschaften & Medizin. Erfolgreiche Absolventen erwerben den Doktorgrad  Dr. rer. nat. oder  Dr.-Ing.

## Forschungsprojekte
Jedes Forschungsprojekt der Graduiertenschule ist an einer der Schnittstellen zwischen Informatik, Medizin und Lebenswissenschaften angelegt. Der Doktorand hat somit nicht wie gewöhnlich einen Doktorvater / Doktormutter, sondern zwei Betreuer für seine Dissertation.
Die Forschungsprojekte sind zurzeit in zwei Zweigen gruppiert:

- Zweig 1 – Neuroengineering, Robotics and Navigation,
- Zweig 2 – Computing in Structural and Cell Biology.

## Promotion
Das Studium an der Graduate School for Computing in Medicine and Life Sciences soll innerhalb von 3 Jahren zum Abschluss der Promotion führen. Dabei werden in den ersten beiden Jahren spezielle Kurse angeboten, die die Einarbeitung in das Promotionsthema erleichtern. Zusätzlich werden Lehrveranstaltungen in den Bereichen Soft Skills und Academic Leadership Skills absolviert, die den Berufseinstieg nach der Promotion erleichtern sollen. Neben den beiden fachlichen Betreuern ist jedem Doktoranden noch ein Mentor zugeordnet, mit dem nicht-fachliche Fragen und Probleme besprochen werden können.

## Struktur
Die Graduiertenschule wird von einem akademischen Leiter und einem Geschäftsführer geführt und nach außen repräsentiert. Fragen, die die Graduiertenschule als Gesamtheit betreffen, werden durch den Lenkungsausschuss entschieden. Dieser setzt sich aus Vertretern der Lehrkräfte der Schule, Vertretern der Studierenden und Vertretern der Universität zusammen.